# Харальд (газонафтове родовище)
Харальд — газонафтове родовище у данському секторі Північного моря, станом на 2016 рік четверте за запасами газу родовище в історії Данії. Розташоване на півночі данського сектору у 305 км від Esbjerg, в районі з глибинами моря 64 метри.

## Характеристика
Складається з двох частин — Східний Харальд (відкрите у 1980 році на глибині 2700 метрів під морським дном) та Західний Харальд (відкрите у 1983 році на глибині 3650 метрів).
Запаси вуглеводнів виявлено у відкладеннях епохи верхньої крейди (східна частина) та середньої юри (західна частина). Колектори — крейда та пісковики відповідно
Розробка почалась у 1997 році. Було пробурено по дві свердловини на кожній частині родовища та встановлено дві платформи Harald A та Harald B. На Harald A також проводиться підготовка газу із родовища Луліта. Також до Харальду під'єднане родовище Trym (норвезький сектор Північного моря).
Продукція транспортується до процесингового центру данського сектора на платформі родовища Тіра через:
- 80 км газопровід діаметром 600 мм;
- 85 км мультифазний трубопровід діаметром 400 мм, який по дорозі проходить через платформу родовища Свенд.
Також Харальд з'єднаний газопроводом із родовищем Південне Арне, яке в свою чергу сполучене з береговим терміналом у Nybro. Наявність двох маршрутів транспортування продукції надає певні переваги, оскільки не виключена зупинка потужностей на Тірі після 2018 року.
Запаси складають 24 млрд.м3 газу та 4 млн.м3 нафти. У 2014 році видобуток на Харальді склав 0,274 млрд.м3.